# La otra mitad del sol (serie de televisión colombiana)
La otra mitad del sol es una serie de televisión colombiana realizada por la programadora Cenpro TV y emitida por el Canal A en 1995. Estuvo protagonizada por Alejandra Borrero y Juan Ángel, con las participaciones antagónicas de Kristina Lilley, Kenny Delgado y Flora Martínez, en su gran debut en televisión. Abarcó temas como la reencarnación y la regresión. La serie fue ganadora de varios premios y recibió gran acogida en varios países de América Latina.

## Sinopsis
Es la historia de dos personajes que se han amado en vidas pasadas, y el símbolo de ese amor lo representa un medallón en forma de sol que se parte a la mitad, el cual si no se une nuevamente la historia de amor terminará trágicamente para la pareja, como símbolo de que aunque lejos un ser amado del otro, las dos personas buscarán la manera de siempre estar unidos. 
Sin embargo, la vida y el destino les dará nuevamente la oportunidad de reencontrarse, uniéndolos de nuevo en 1996, en Bogotá. Felipe (Juan Ángel) es ahora un joven profesor universitario de Antropología, infelizmente casado con Soledad (Kristina Lilley), médico y también profesora universitaria, con quien tiene un hijo, Santiago. Además, Felipe tiene una amante, Isabel (Flora Martínez), una de sus estudiantes de Antropología. 
Estas situaciones de sucesivas mentiras y bloqueos en la intimidad provocan en Felipe angustia, manifestándose en un sueño o pesadillla recurrente, donde una mujer a la cual todavía no conoce muere trágicamente, mientras una voz repite siempre el siguiente mensaje: Como una espada para defender la patria: un sol para defender tu amor. medio sol en tu pecho, medio sol en mi pecho, y un solo corazón para los dos; a la cumbre de la torre los amantes serán citados por la muerte; pero sólo la luz de un sol completo convertirá la fatalidad en amor eterno.
Para solucionar los problemas de pareja, Soledad convence a Felipe de visitar a un psicoanalista, que resulta ser Diana Robledo (Alejandra Borrero), la mujer que él ve constantemente en los sueños y pesadillas que le atormentan desde hace años. La terapia se deriva a la hipnosis para aclarar las pesadillas. 
La historia se desarrolla principalmente en el momento actual y vuelve de nuevo a existencias anteriores a través de los sueños de Felipe y la hipnosis. La primera regresión lo lleva a la época de la Independencia de la Nueva Granada, más exactamente a la Campaña Libertadora del general Simón Bolívar para lograr la independencia de la Nueva Granada de la monarquía española a comienzos del siglo XIX. Luego la segunda regresión lo transporta a la época situada en los años 40 y al llamado Bogotazo, asonada que se desató por el asesinato del caudillo liberal Jorge Eliecer Gaitán, crimen que provocó una feroz revuelta popular, donde el pueblo se lanzó al saqueo, al incendio y a tomar las armas contra el gobierno. 
Estas vidas pasadas eventualmente, podrán descubrir sus "verdaderas" historias y toda la verdad acerca de la gente que les rodea, por lo que pueden reunir las dos mitades del sol, antes de que la fatalidad nuevamente los alcance. Aunque Felipe no lo sabe, la joya familiar que tiene Diana es una mitad derecha de un medallón en forma de sol, pero que su madre piensa que está maldita, y la cual considera la causante de todas las desgracias e infortunios de su familia.

## Reparto
- Alejandra Borrero - Diana Robledo
- Juan Ángel - Felipe Salinas
- Flora Martínez - Isabel Medina
- Kristina Lilley - Soledad Luna
- Robinson Díaz - Diego Valencia
- Ernesto Benjumea - Pacho
- Kenny Delgado - Patricio Camacho
- Helios Fernández - Ramón
- Katherine Vélez
- Talú Quintero - Martha
- Andrea Vargas
- Ana María Martín - Silvia
- Pedro Mogollón - Luis
- Mara Echeverry
- Carla Giraldo
- Marlon Moreno
- María Eugenia Arboleda
- Inés Prieto

## Premios y nominaciones
| Premios y fecha de ceremonia                             | Categoría                         | Nominado(s)                     | Resultado |
| -------------------------------------------------------- | --------------------------------- | ------------------------------- | --------- |
| Premios India Catalina (XIII edición) 2 de marzo de 1996 | Mejor dramatizado                 | Mejor dramatizado               | Ganador   |
| Premios India Catalina (XIII edición) 2 de marzo de 1996 | Mejor actriz principal            | Alejandra Borrero               | Ganadora  |
| Premios India Catalina (XIII edición) 2 de marzo de 1996 | Mejor actor principal             | Juan Ángel                      | Ganador   |
| Premios India Catalina (XIII edición) 2 de marzo de 1996 | Mejor actriz de reparto           | Flora Martínez                  | Ganadora  |
| Premios India Catalina (XIII edición) 2 de marzo de 1996 | Mejor actriz de reparto           | Kristina Lilley                 | Nominada  |
| Premios India Catalina (XIII edición) 2 de marzo de 1996 | Mejor actor de reparto            | Ernesto Benjumea                | Nominado  |
| Premios India Catalina (XIII edición) 2 de marzo de 1996 | Mejor actor de reparto            | Kenny Delgado                   | Ganador   |
| Premios India Catalina (XIII edición) 2 de marzo de 1996 | Mejor actor de reparto            | Róbinson Díaz                   | Nominado  |
| Premios India Catalina (XIII edición) 2 de marzo de 1996 | Mejor director                    | Rodolfo Hoyos                   | Ganador   |
| Premios India Catalina (XIII edición) 2 de marzo de 1996 | Mejor libreto                     | Mauricio Miranda Mauricio Navas | Ganadores |
| Premios TVyNovelas (Colombia) (V edición) 1996           | Mejor serie                       | Mejor serie                     | Ganadora  |
| Premios TVyNovelas (Colombia) (V edición) 1996           | Mejor actriz protagónica de serie | Alejandra Borrero               | Ganadora  |
| Premios TVyNovelas (Colombia) (V edición) 1996           | Mejor actor protagónico de serie  | Juan Ángel                      | Ganador   |
| Premios TVyNovelas (Colombia) (V edición) 1996           | Mejor actriz de reparto           | Flora Martínez                  | Ganadora  |
| Premios TVyNovelas (Colombia) (V edición) 1996           | Mejor actor de reparto            | Róbinson Díaz                   | Ganador   |
| Premios TVyNovelas (Colombia) (V edición) 1996           | Mejor director                    | Rodolfo Hoyos                   | Nominado  |
| Premios TVyNovelas (Colombia) (V edición) 1996           | Mejor libretista                  | Mauricio Miranda Mauricio Navas | Nominados |
| Premios TVyNovelas (Colombia) (V edición) 1996           | Mejor Revelación                  | Ernesto Benjumea                | Nominado  |
| Premios Simón Bolívar (televisión) Diciembre de 1995     | Mejor serie                       | Mejor serie                     | Ganadora  |
| Premios Simón Bolívar (televisión) Diciembre de 1995     | Mejor actriz                      | Alejandra Borrero               | Ganadora  |
| Premios Simón Bolívar (televisión) Diciembre de 1995     | Mejor actriz de reparto           | Flora Martínez                  | Ganadora  |
| Premios Simón Bolívar (televisión) Diciembre de 1995     | Mejor actriz revelación           | Flora Martínez                  | Ganadora  |
| Premios Simón Bolívar (televisión) Diciembre de 1995     | Mejor actor de reparto            | Róbinson Díaz                   | Ganador   |
| Premios ACPE 17 de abril de 1996                         | Mejor Producción Dramática        | Mejor Producción Dramática      | Ganadora  |
| Premios ACPE 17 de abril de 1996                         | Mejor Protagónica Femenina        | Alejandra Borrero               | Ganadora  |
| Premios ACPE 17 de abril de 1996                         | Protagonista Femenina Favorita    | Alejandra Borrero               | Ganadora  |
| Premios ACPE 17 de abril de 1996                         | Protagonista Masculino Favorito   | Juan Ángel                      | Ganador   |
| Premios ACPE 17 de abril de 1996                         | Mejor Revelación                  | Ernesto Benjumea                | Ganador   |
| Premios ACPE 17 de abril de 1996                         | Mejor director                    | Rodolfo Hoyos                   | Ganador   |
| Premios ACPE 17 de abril de 1996                         | Mejor libretista                  | Mauricio Miranda Mauricio Navas | Ganadores |

## Créditos
- Dirección: Rodolfo Hoyos Vivas
- Argumento y libretos: Mauricio Navas / Mauricio Miranda
- Dirección de cámaras: Eduardo Carreño
- Música original: Nicolás Uribe
- Productora: Juana Uribe

## Banda sonora
Para la emisión en Venezuela en 1996 se tomó como cortina musical el tema "Inolvidable" de Laura Pausini, sin embargo en el 2003 se tomó el tema "Un amor para la historia" de Gilberto Santa Rosa.

## Otras versiones
En el año 2005 TV Azteca realizó la versión de esta telenovela titulada La otra mitad del sol, protagonizada por Anette Michel y Demián Bichir. Curiosamente, años atrás, en el mismo 1996, esta televisora transmitió la versión original colombiana con pocos meses de diferencia respecto al Canal A y posteriormente la sacó del aire sin haber emitido todos los capítulos completos, de igual forma, los capítulos que llegó a transmitir presentaban diversas ediciones, por lo que en México, la versión original de esta telenovela jamás ha sido transmitida completa.